# Конфлікт у Капріві
Конфлікт у Капріві — військові дії між збройними силами Намібії та Армією визволення Капріві. Основну військову силу сепаратистів становив народ лозі. 
Метою повстанців було відновити 
Державу Капріві — бантустан, скасований у 1990 році. Війна закінчилася в 1998 році перемогою Намібії.